# José Altafini
José João Altafini (Brazíliában ismert nevén "Mazzola") (Piracicaba, 1938. július 24. –) olasz-brazil labdarúgócsatár. Becenevét onnan kapta, hogy pályafutása kezdetén hasonlóan nézett ki, mint az olaszok legendája, Valentino Mazzola. Holtversenyben Giuseppe Meazza társaságában a Serie A történetének 4. legtöbb gólt szerző játékosa 216 góllal.
2014-ben a SKY Italia szakértője, az olasz RTL 102.5 rádió kommentátora. A Pro Evolution Soccer videójátékok másodlagos olasz hangja is ő.

## Klubcsapatokban
Altafini Brazíliában a Palmeiras színeiben játszott, mielőtt 1958-ban az olasz AC Milan játékosa nem lett. 1958. szeptember 21-én mutatkozott be, első szezonjában 32 meccsen 28 gólt szerzett, csapata bajnok lett. A bajnokságban először október 5-én talált be a Bari legyőzése alkalmával. A Milan 1962-ben újra elnyerte a címet, Altafini lett a gólkirály 33 meccsen lőtt 22 góljával.
Az 1963-as bajnokcsapatok Európa-kupája-döntőben két gólt lőtt a Benfica ellen, bebiztosítva az AC Milan első európai kupagyőzelmét. 2–1-re nyertek.
1965-ben Altafini a Napoli játékosa lett, ahol 1972-ig játszott. 1972-ben az olasz labdarúgókupa döntőjében 2–0-ra kaptak ki előző csapatától, a Milantól.

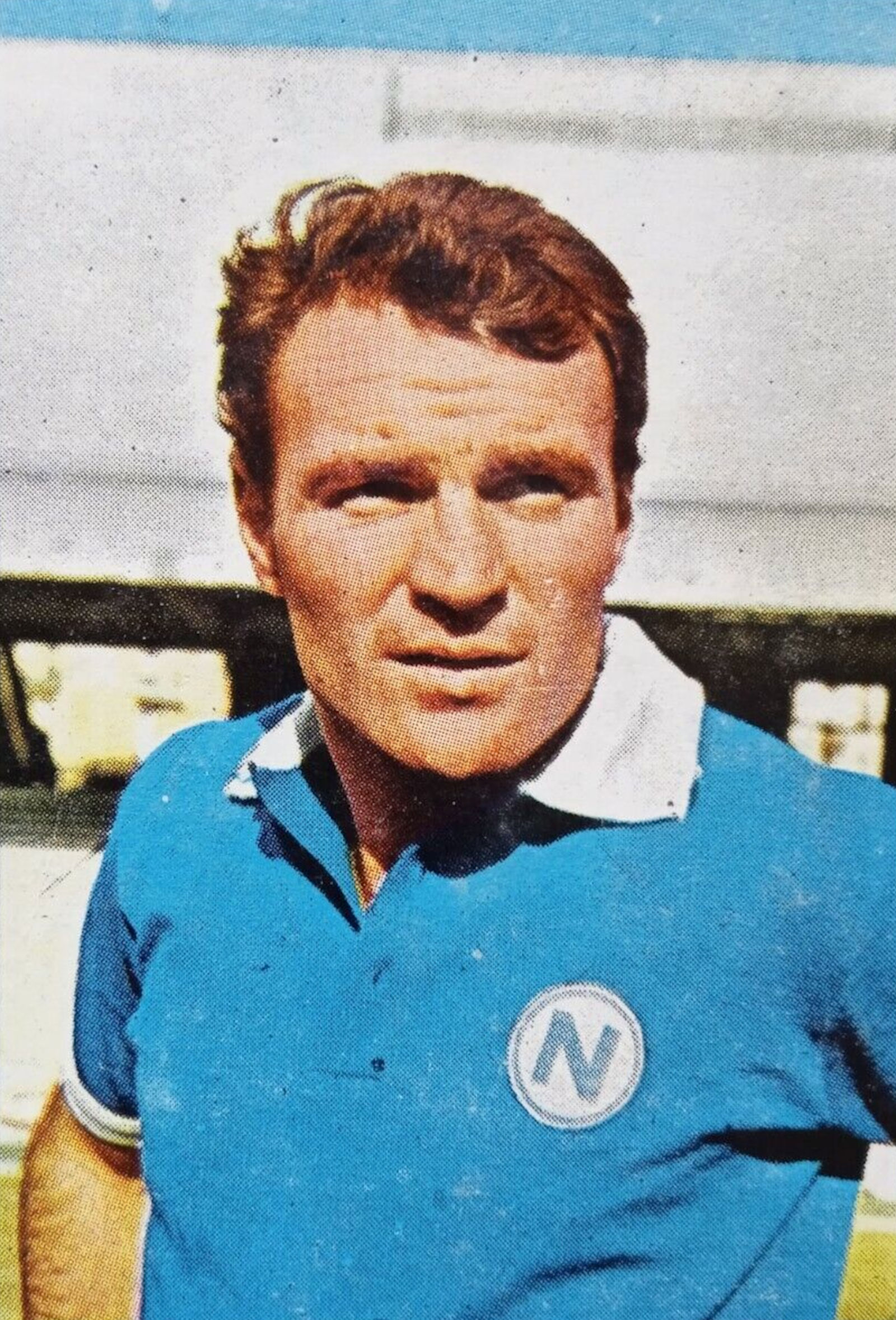
Altafini ünnepel a Napoli színeiben

Miután távozott a nápolyiaktól, a Juventusba szerződött, 1973-ban ismét kupadöntőt vesztett. 1973-ban, majd két év múlva is megnyerték a bajnoki címet. 1976-os távozásáig csapataiban összesen 459 Serie A-meccset játszott, ezeken 216 gólt lőtt, nagy részét karrierje korábbi szakaszában. Utolsó nyolc olasz szezonjában összesen 53 gólt lőtt, míg első nyolc szezonjában 134-et.
Miután elhagyta Olaszországot, a svájci FC Chiasso és Mendrisiostar csapataokban játszott, 42 évesen vonult vissza.
Visszavonulása után kommentátorként dolgozott, ő vitte át a portugál golaço szót az olasz nyelvbe golazzoként, ami magyarra "nagy gól"ként fordítható, ma már nem használják. A frappáns szót a Channel 4 Football Italia műsorában használta.

## Válogatottban
Altafini Mazzola néven szerepelt az 1958-as labdarúgó-világbajnokságot megnyerő brazil válogatottban. Az első csoportmeccsen két gólt lőtt Ausztria ellen június 8-án. Azonban az 1962-es labdarúgó-világbajnokságon már a saját nevén, olasz színekben játszott, okairól később így beszélt: "Egyszerű döntés volt, Brazília sosem hívott be olyan játékosokat, akik a saját útjukra léptek. Sosem. Mindössze 23 vagy 24 éves voltam, nem akartam kihagyni egy világbajnokságot. Nem én hagytam el Brazíliát. Brazília hagyott el engem."
Altafini az olasz labdarúgó-válogatottban 1961. október 15-én, az Izrael elleni világbajnoki selejtező-rájátszáson mutatkozott be. A 4-2-es győzelemmel végződő, Ramat Ganban rendezett találkozón gólt lőtt, részt vett a visszavágón is, ahol az olaszok bebiztosították helyüket. A világbajnokság előtti Franciaország és Belgium elleni találkozókon két-két gólt lőtt. Altafini játszott az első két csoportmeccsen Németország és Chile ellen, Olaszország kiesett.

## Statisztikák

### Olaszországban
| Klub      | Szezon    | Bajnokság | Bajnokság | Kupa  | Kupa | Európa* | Európa* | Egyéb | Egyéb | Összesen | Összesen |
| Klub      | Szezon    | Meccs     | Gól       | Meccs | Gól  | Meccs   | Gól     | Meccs | Gól   | Meccs    | Gól      |
| --------- | --------- | --------- | --------- | ----- | ---- | ------- | ------- | ----- | ----- | -------- | -------- |
| AC Milan  | 1958–1959 | 32        | 28        | 4     | 4    | –       | –       | 2     | 2     | 38       | 34       |
| AC Milan  | 1959–1960 | 33        | 20        | –     | –    | 4       | 2       | 2     | 4     | 39       | 26       |
| AC Milan  | 1960–1961 | 34        | 22        | 2     | 4    | –       | –       | 2     | 0     | 38       | 26       |
| AC Milan  | 1961–1962 | 33        | 22        | –     | –    | 2       | 0       | –     | –     | 35       | 22       |
| AC Milan  | 1962–1963 | 31        | 11        | 2     | 1    | 9       | 14      | 4     | 5     | 46       | 31       |
| AC Milan  | 1963–1964 | 30        | 14        | 1     | 0    | 4       | 4       | 3     | 1     | 38       | 19       |
| AC Milan  | 1964–1965 | 12        | 3         | –     | –    | –       | –       | –     | –     | 12       | 3        |
| Összesen  | Összesen  | 205       | 120       | 9     | 9    | 19      | 20      | 13    | 12    | 246      | 161      |
| Napoli    |           |           |           |       |      |         |         |       |       |          |          |
| 1965–1966 | 34        | 14        | 2         | 1     | -    | -       | 5       | 7     | 41    | 22       |          |
| 1966–1967 | 27        | 16        | 1         | 1     | 5    | 1       | –       | –     | 33    | 18       |          |
| 1967–1968 | 29        | 13        | 2         | 1     | 3    | 3       | –       | –     | 34    | 17       |          |
| 1968–1969 | 21        | 5         | 4         | 2     | 3    | 1       | –       | –     | 28    | 8        |          |
| 1969–1970 | 15        | 8         | 3         | 0     | 3    | 0       | 5       | 3     | 26    | 11       |          |
| 1970–1971 | 25        | 7         | 11        | 4     | –    | –       | –       | –     | 36    | 11       |          |
| 1971–1972 | 29        | 8         | 5         | 2     | 2    | 0       | –       | –     | 36    | 10       |          |
| Összesen  | Összesen  | 180       | 71        | 28    | 11   | 16      | 5       | ?     | 10    | 234      | 97       |
| Juventus  |           |           |           |       |      |         |         |       |       |          |          |
| 1972–1973 | 23        | 9         | 6         | 0     | 6    | 3       | –       | –     | 35    | 12       |          |
| 1973–1974 | 21        | 7         | 8         | 2     | 2    | 1       | 1       | 0     | 32    | 10       |          |
| 1974–1975 | 20        | 8         | 6         | 0     | 9    | 5       | –       | –     | 35    | 13       |          |
| 1975–1976 | 10        | 1         | 4         | 1     | 3    | 0       | –       | –     | 17    | 2        |          |
| Összesen  | Összesen  | 74        | 25        | 24    | 3    | 20      | 9       | 1     | 0     | 119      | 37       |
| Összesen  | Összesen  | 459       | 216       | 61    | 23   | 55      | 34      | 24    | 22    | 599      | 295      |

*Bajnokcsapatok Európa-kupája, Kupagyőztesek Európa-kupája, UEFA-kupa